# Junior Paulo (rugby à XIII, 1993)

a Compétitions nationales et continentales officielles uniquement.

b Matchs officiels uniquement.
Junior Paulo, né le 20 novembre 1993 à Auckland (Nouvelle-Zélande), est un joueur australien de rugby à XIII avec origines néo-zélandaise et samoane évoluant au poste de pilier dans les années 2010 et 2020.
Natif de Nouvelle-Zélande, il grandit en Australie dans sa jeunesse. Au talent précoce, il intègre les équipes jeunes des Parramatta Eels.
Il fait ses débuts en National Rugby League en 2013 avec les Parramatta Eels puis rejoint les Raiders de Canberra en 2016 et de revenir à Parramatta. En 2013, il fait ses débuts en National Rugby League (« NRL ») et devient titulaire en 2014.
Il dispute parallèlement le State of Origin avec la Nouvelle-Galles du Sud et connaît des sélections avec les Samoa avec lesquels il dispute la Coupe du monde 2017. Au cours de la saison 2016, il s'engage aux Canberra Raiders en étant libéré de son contrat avec Parramatta suite à des affaires extra-sportives. Il reste deux saisons et demi à Canberra disputant une finale préliminaire la première année perdue contre le Melbourne Storm. En 2019, il retourne aux Parramatta Eels et signe un contrat lucratif. Il dispute enfin une finale de NRL en 2022 mais la perd face aux Penrith Panthers.
Objet des convoitises des sélections australienne et samoane, Junior Paulo se décide finalement de représenter les Samoa à partir de 2016. Il dispute deux éditions de Coupe du monde et notamment une finale lors de l'édition 2022 perdue face à l'Australie 30-10. Ayant grandi en Australie, il est également appelé à jouer au State of Origin avec la Nouvelle-Galles du Sud et remporte la série de 2021.

## Palmarès
- Collectif :
  - Vainqueur du State of Origin : 2021 (Nouvelle-Galles du Sud).
  - Finaliste de la Coupe du monde : 2022 (Samoa).
  - Finaliste de la National Rugby League : 2022 (Parramatta).

### Détails en club
| Saison | Saison           | Championnat | Championnat  | Championnat | Championnat | Championnat | Championnat | Championnat | State of Origin | State of Origin | State of Origin | State of Origin | State of Origin | State of Origin | State of Origin | Sélection | Sélection | Sélection | Sélection | Sélection | Sélection | Sélection |
| Saison | Saison           | Comp.       | Class.       | M           | Pts         | Ess.        | Buts        | Dp.         | Ed.             | Rés.            | M               | Pts             | Ess.            | Buts            | Dp.             | Compet.   | M         | Pts       | Ess.      | Buts      | Dp.       |           |
| ------ | ---------------- | ----------- | ------------ | ----------- | ----------- | ----------- | ----------- | ----------- | --------------- | --------------- | --------------- | --------------- | --------------- | --------------- | --------------- | --------- | --------- | --------- | --------- | --------- | --------- | --------- |
| 2013   | Parramatta Eels  | NRL         | 16e          | 9           | 24          | 6           | -           | -           |                 |                 |                 |                 |                 |                 |                 |           |           |           |           |           |           |           |
| 2014   | Parramatta Eels  | NRL         | 10e          | 9           | 24          | 6           | -           | -           |                 |                 |                 |                 |                 |                 |                 |           |           |           |           |           |           |           |
| 2015   | Parramatta Eels  | NRL         | 12e          | 9           | 24          | 6           | -           | -           |                 |                 |                 |                 |                 |                 |                 |           |           |           |           |           |           |           |
| 2016   | Parramatta Eels  | NRL         | 14e          | 9           | 24          | 6           | -           | -           |                 |                 |                 |                 |                 |                 |                 |           | 1         | -         | -         | -         | -         |           |
| 2016   | Canberra Raiders | NRL         | Finale prél. | 9           | 24          | 6           | -           | -           |                 |                 |                 |                 |                 |                 |                 |           | 1         | -         | -         | -         | -         |           |
| 2017   | Canberra Raiders | NRL         | 10e          | 27          | 92          | 23          | -           | -           |                 |                 |                 |                 |                 |                 |                 | CM        | 5         | 4         | 1         | -         | -         |           |
| 2018   | Canberra Raiders | NRL         | 10e          | 25          | 72          | 18          | -           | -           |                 |                 |                 |                 |                 |                 |                 |           |           |           |           |           |           |           |
| 2019   | Parramatta Eels  | NRL         | 2e tour      | 23          | 64          | 16          | -           | -           |                 |                 |                 |                 |                 |                 |                 |           | 2         | 4         | 1         | -         | -         |           |
| 2020   | Parramatta Eels  | NRL         | 2e tour      | 21          | 64          | 16          | -           | -           | 2020            | Perdant         | 3               | -               | -               | -               | -               |           |           |           |           |           |           |           |
| 2021   | Parramatta Eels  | NRL         | 2e tour      | 22          | 94          | 23          | 1           | -           | 2021            | Vainqueur       | 3               | -               | -               | -               | -               |           |           |           |           |           |           |           |
| 2022   | Parramatta Eels  | NRL         | Finaliste    | 23          | 64          | 16          | -           | -           | 2021            | Perdant         | 3               | -               | -               | -               | -               | CM        | 6         | 4         | 1         | -         | -         |           |
| 2023   | Parramatta Eels  | NRL         | 10e          | 15          | 44          | 11          | -           | -           | 2023            | Perdant         | 2               | -               | -               | -               | -               |           | 2         | -         | -         | -         | -         |           |
| 2024   | Parramatta Eels  | NRL         | 15e          | 14          | 44          | 11          | -           | -           |                 |                 |                 |                 |                 |                 |                 |           |           |           |           |           |           |           |
| 2025   | Parramatta Eels  | NRL         |              | 3           | 4           | 1           | -           | -           |                 |                 |                 |                 |                 |                 |                 |           |           |           |           |           |           |           |